# Лихобабин, Николай Степанович
Николай Степанович Лихобабин (27 сентября 1924, Астраханская область — 5 марта 1945) — командир пулеметного расчета 131-го гвардейского стрелкового полка, гвардии старшина — на момент представления к награждению орденом Славы 1-й степени. Один из немногих полных кавалеров ордена Славы, награждённых четырьмя орденами.

## Биография
Родился 27 сентября 1924 года в селе Золотуха, Ахтубинского района Астраханской области,. Окончил 5 классов. Работал мотористом парохода «Иосиф Сталин». Жил в селе Сокрутовка Владимирского района Волгоградской области.
В сентябре 1942 года был призван в Красную Армию Тимирязевским райвоенкоматом города Москвы. С декабря того же года участвовал в боях Великой Отечественной войны. Боевой путь начал на Волховском фронте, в сентябре 1943 года был ранен. К весне 1944 года сержант Лихобабин воевал командиром отделения 2-й пулеметной роты 1216-го стрелкового полка 364-й стрелковой дивизии на Ленинградском фронте.
В марте 1944 года в бою не подступах к деревне Рожанка сержант Лихобабин огнём из пулемета отразил 3 контратаки, истребив свыше 20 противников. Первым форсировал водный рубеж — реку Рожанка, достиг высоты и уничтожил станковый пулемет. Был ранен, но не ушел с поля боя. Был эвакуирован в тыл только с наступлением темноты.
Приказом по частям 364-й стрелковой дивизии от 9 марта 1944 года сержант Лихобабин Николай Степанович награждён орденом Славы 3-й степени.
К тому времени он находился на излечении в госпитале и после выздоровления был направлен в другую часть. Орден остался не врученным. К лету 1944 года воевал командиром пулеметного расчета 131-го гвардейского стрелкового полка 45-й гвардейской стрелковой дивизии. Принимал участие в Выборгской операции.
11 июня 1944 года в трудных условиях пересеченной местности обеспечил надежное прикрытие левого фланга наступающего подразделения, подавив 4 вражеские огневые точки, чем способствовал выходу подразделений полка на шоссе Ленинград — Выборг.
Приказом по частям 45-й гвардейской стрелковой дивизии от 12 июня 1944 года гвардии старший сержант Лихобабин Николай Степанович награждён орденом Славы 3-й степени.
20 июня 1944 года был взят Выборг. 21 июня гвардии старший сержант Лихобабин командиром полка был представлен к присвоению звания Герой Советского Союза. В наградном листе отмечалось, что при прорыве сильно укрепленной обороны противника 10 июня Лихобабин, сопровождая наступающие подразделения, огнём своего станкового пулемета подавил несколько огневых точек, истребил более 50 финских солдат и офицеров. Когда станок пулемета был разбит, взял тело пулемета и коробки с патронами и пошел вперед. Продолжал вести огонь, держа пулемет на руках, подавил финскую огневую точку и уничтожил большое количество солдат противника. Был ранен, но остался в строю.
С представлением согласился командир дивизии, но командир 30-го гвардейского стрелкового корпуса понизил статус награды.
Приказом по войскам 21-й армии от 8 июля 1944 года гвардии старший сержант Лихобабин Николай Степанович награждён орденом Славы 2-й степени.
В июле 1944 года 45-я гвардейская стрелковая дивизия была передана в состав 2-й ударной армии, участвовала в штурме города Нарва, затем в боях за освобождение Эстонии и Латвии.
23 февраля 1945 года в бою за населенный пункт Лэипиэки в ходе боёв с обособленной вражеской группировкой в Курляндии гвардии старшина Лихобабин пулеметным огнём поддерживал разведывательную группу. Умело навязал бой гитлеровцам и отвлек на себя внимание, что позволило разведчикам незаметно пройти опасную зону и углубится в оборону противника. Затем незаметно пробрался к вражескому блиндажу, огнём из автомата уничтожил 14 вражеских солдат и 2 взял в плен. Дождавшись возвращения своих разведчиков, отправил пленных и захваченный документы в штаб. Был представлен к награждению орденом Славы 1-й степени, но награду получить не успел.
5 марта 1945 года гвардии старшина Лихобабин погиб в бою у мызы Надега. Похоронен на месте гибели.
Указом Президиума Верховного Совета СССР от 29 июня 1945 года за образцовое выполнение боевых заданий командования на фронте борьбы с немецкими захватчиками и проявленные при этом доблесть и мужество гвардии старшина Лихобабин Николай Степанович награждён орденом Славы 1-й степени. Стал полным кавалером ордена Славы.
Награждён орденами Славы 1-й и 2-й степени, двумя орденами Славы 3-й степени.